# UEFA 유로 2004 결승전
UEFA 유로 2004 결승전(포르투갈어: Final da Campeonato da Europa de Futebol 2004)은 2004년 7월 4일, 포르투갈 리스본의 이스타디우 다 루스에서 열린 축구 경기로, UEFA 유로 2004의 우승팀을 결정하는 경기였다. 이 경기는 개최국이자 이 경기에서 우승 후보로 점쳐진 포르투갈과 UEFA 유럽 축구 선수권 대회에 불과 2번째로 출전한 그리스간의 경기였다. 두 팀은 조별 리그에서 모두 A조를 통과하였고, 앞서 그리스는 개막전에서 포르투갈을 2-1로 이겼었다.
그리스는 앙겔로스 하리스테아스의 57분 헤딩 결승골에 힘입어 대회 전 1 대 80의 확률을 깨고 결승전에서 1-0 승리를 거두었다. 한편, 그리스가 우승을 자축하는 와중에, 배리 글렌드닝 가디언 기자는 그리스를 "모두가 패하는 모습을 보고 싶은 유일한 약체 팀"이라는 수식어를 붙였다.

## 결승까지의 경기
| 팀       | 전 | 승 | 무 | 패 | 득 | 실 | 차 | 점 |
| -------- | -- | -- | -- | -- | -- | -- | -- | -- |
| 포르투갈 | 3  | 2  | 0  | 1  | 4  | 2  | +2 | 6  |
| 그리스   | 3  | 1  | 1  | 1  | 4  | 4  | 0  | 4  |
| 스페인   | 3  | 1  | 1  | 1  | 2  | 2  | 0  | 4  |
| 러시아   | 3  | 1  | 0  | 2  | 2  | 4  | –2 | 3  |

| 팀       | 전 | 승 | 무 | 패 | 득 | 실 | 차 | 점 |
| -------- | -- | -- | -- | -- | -- | -- | -- | -- |
| 포르투갈 | 3  | 2  | 0  | 1  | 4  | 2  | +2 | 6  |
| 그리스   | 3  | 1  | 1  | 1  | 4  | 4  | 0  | 4  |
| 스페인   | 3  | 1  | 1  | 1  | 2  | 2  | 0  | 4  |
| 러시아   | 3  | 1  | 0  | 2  | 2  | 4  | –2 | 3  |

## 경기

### 상세 정보
| 포르투갈 | 0 : 1  | 그리스           |
| -------- | ------ | ---------------- |
|          | 리포트 | 하리스테아스 57′ |

| 포르투갈 | 그리스 |

| GK                     | 1  | 히카르두            |       |     |
| RB                     | 13 | 몬테이루            |       | 43′ |
| CB                     | 16 | 히카르두 카르발류   |       |     |
| CB                     | 4  | 조르즈 안드라드     |       |     |
| LB                     | 14 | 누누 발렌트         | 90+3′ |     |
| CM                     | 6  | 코스티냐            | 12′   | 60′ |
| CM                     | 18 | 마니시              |       |     |
| RW                     | 7  | 루이스 피구 (C)     |       |     |
| AM                     | 20 | 데쿠                |       |     |
| LW                     | 17 | 크리스티아누 호날두 |       |     |
| CF                     | 9  | 파울레타            |       | 74′ |
| 교체 선수:             |    |                     |       |     |
| DF                     | 2  | 파울루 페헤이라     |       | 43′ |
| MF                     | 10 | 후이 코스타         |       | 60′ |
| FW                     | 21 | 누누 고메스         |       | 74′ |
| 감독:                  |    |                     |       |     |
| 루이스 펠리피 스콜라리 |    |                     |       |     |

| GK          | 1  | 안토니오스 니코폴리디스   |       |     |
| RB          | 2  | 유르카스 세이타리디스     | 63′   |     |
| CB          | 5  | 트라야노스 델라스         |       |     |
| CB          | 19 | 미할리스 카프시스         |       |     |
| LB          | 14 | 타키스 피사스             | 67′   |     |
| RM          | 8  | 스텔리오스 얀나코풀로스   |       | 76′ |
| CM          | 6  | 앙겔로스 바시나스         | 45+2′ |     |
| CM          | 7  | 테오도로스 자고라키스 (C) |       |     |
| LM          | 21 | 코스타스 카추라니스       |       |     |
| CF          | 9  | 앙겔로스 하리스테아스     |       |     |
| CF          | 15 | 지시스 브리자스           |       | 81′ |
| 교체 선수:  |    |                           |       |     |
| DF          | 3  | 스틸리아노스 베네티디스   |       | 76′ |
| FW          | 22 | 디미트리스 파파도풀로스   | 85′   | 81′ |
| 감독:       |    |                           |       |     |
| 오토 레하겔 |    |                           |       |     |

| 맨 오브 더 매치: 테오도로스 자고라키스 (그리스) 부심: 크리스티안 슈레어 (독일) 얀-헨드리커 잘버 (독일) 4심: 안데르스 프리스크 (스웨덴) | 경기 규정 - 90분. - 동점인 경우 30분짜리 실버골 연장전 진행. - 이후에도 동점인 경우 승부차기 실시. - 최대 3명 교체 가능. |

### 통계

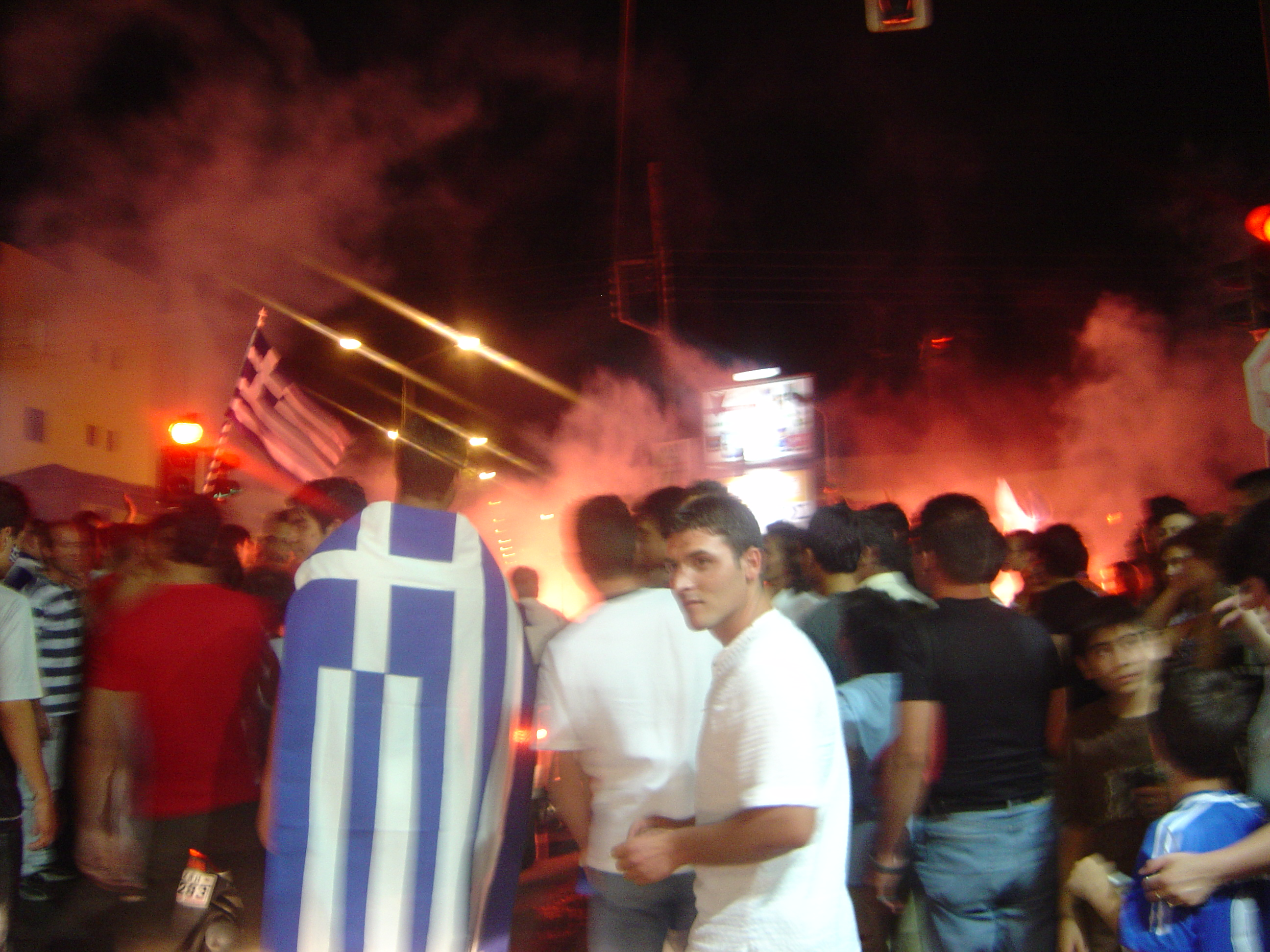
우승을 자축하는 그리스 팬들

| 통계       | 포르투갈 | 그리스 |
| ---------- | -------- | ------ |
| 득점       | 0        | 1      |
| 슈팅       | 17       | 4      |
| 유효 슈팅  | 5        | 1      |
| 점유율     | 58%      | 42%    |
| 코너킥     | 10       | 1      |
| 반칙       | 18       | 19     |
| 오프사이드 | 4        | 3      |
| 경고       | 2        | 4      |
| 퇴장       | 0        | 0      |